# Conjecture de Leopoldt
En théorie algébrique des nombres, la conjecture de Leopoldt, du nom du mathématicien Heinrich-Wolfgang Leopoldt, qui l'a formulée en 1962 dans un article paru au Journal für die reine und angewandte Mathematik, est un énoncé central, à la fois par le nombre de ses formulations équivalentes, touchant aux divers objets de la théorie, et par la richesse de ses conséquences. Il n'est actuellement démontré que pour le cas des extensions abéliennes du corps des nombres rationnels, par des méthodes relevant de l'étude de l'indépendance des nombres algébriques, à la suite de travaux d'Ax et Brumer, et pour certaines extensions de corps quadratiques imaginaires.

## Quelques formulations
Soit k un corps de nombres algébriques, et p un nombre premier. La conjecture de Leopoldt en p pour le corps k indique que ce corps n'admet que r2+1 {\displaystyle \mathbb {Z} _{p}}-extensions linéairement indépendantes, où r2 désigne le nombre de couples de plongements complexes conjugués du corps k, et où {\displaystyle \mathbb {Z} _{p}} est l'anneau des entiers p-adiques, vu ici comme limite projective des groupes abéliens {\displaystyle \mathbb {Z} /p^{n}\mathbb {Z} }. Ceci peut encore se formuler en disant que le groupe de Galois de la pro-p-extension abélienne maximale du corps k, a pour rang r2+1 en tant que {\displaystyle \mathbb {Z} _{p}}-module.
À travers la théorie du corps de classes, cet énoncé peut se reformuler en l'énoncé suivant sur le groupe des unités E du corps k : l'application obtenue à partir de l'application diagonale, partant du tensorisé {\displaystyle E\otimes _{\mathbb {Z} }\mathbb {Z} _{p}}, et à valeurs dans le produit des groupes d'unités locaux en les places de k au-dessus de p {\displaystyle \prod _{v\mid p}U_{v}} est injective (et donc a pour rang r1+r2-1, d'après le théorème des unités de Dirichlet, ce qui est à comparer avec le {\displaystyle \mathbb {Z} _{p}}-rang de l'espace d'arrivée, qui est r1+2r2).